# Kastell Islaz-Verdea

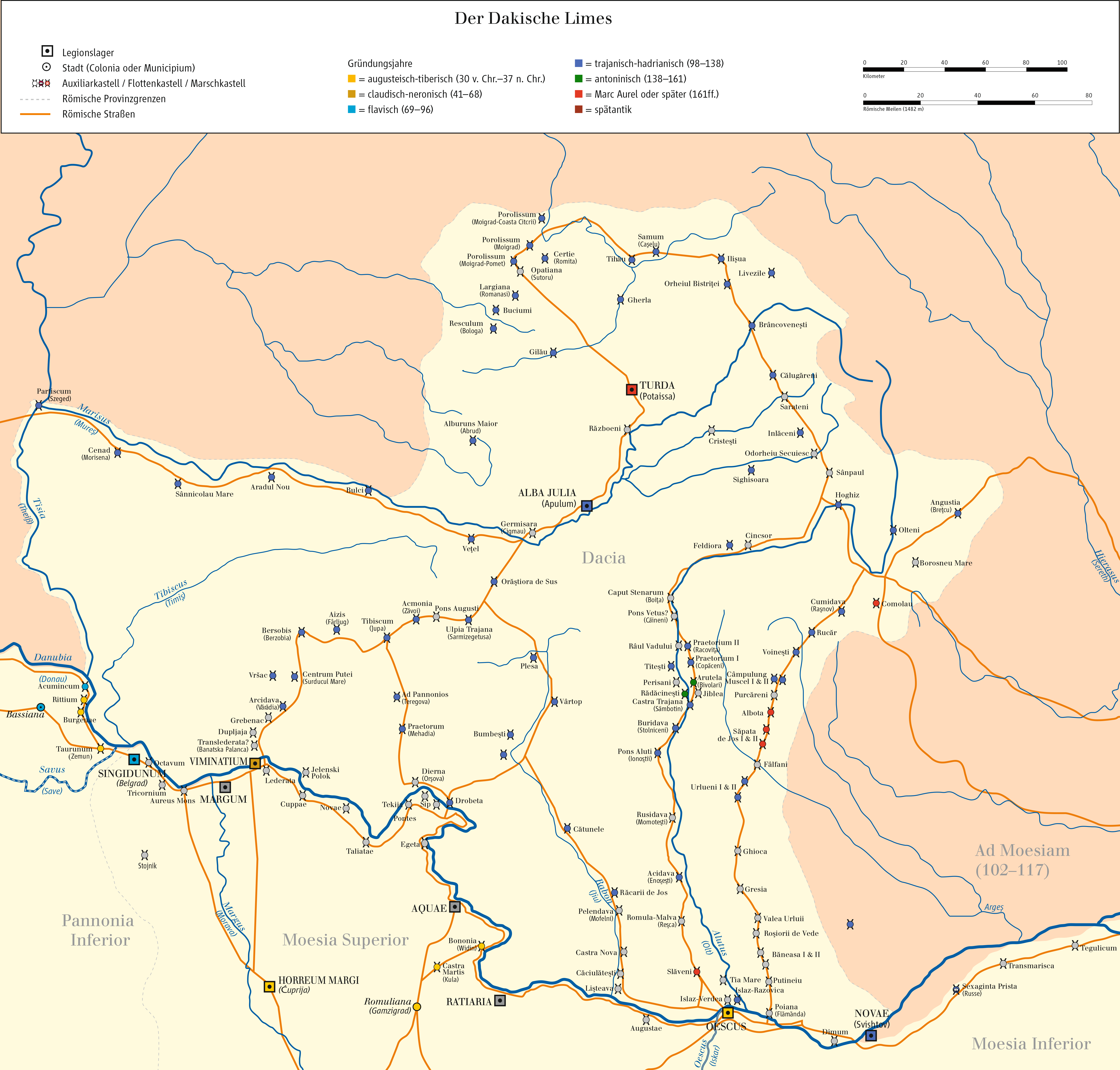
Islaz Verdea im Verlauf der dakischen Limites (unten)

Das Kastell Izlaz-Verdea ist ein ehemaliges römisches Auxiliarkastell auf dem Gebiet der Gemeinde Islaz im Kreis Teleorman in der rumänischen Region Große Walachei.

## Lage
Das heutige Bodendenkmal befindet sich südlich des Gemeindegebietes am Ufer der Donau, gegenüber einer Donauinsel in der Flur „Cetatea verdea“. Die Insel liegt knapp drei Kilometer stromaufwärts der Mündung des Olt in die Donau. Die südlichen Bereiche der Anlage wurden von den Hochwassern der Donau fortgeschwemmt. Im Gelände ist noch die Nordseite des Militärlagers durch Bodenverformungen wahrnehmbar. In antiker Zeit hatte die Garnison des Kastells vermutlich die Aufgabe, den Verkehr auf den beiden Flüssen und den parallel zu den Flüssen verlaufenden Fernstraßen zu überwachen.

## Archäologische Befunde
Das Kastell ist bislang nur wenig untersucht worden. Am besten ist noch seine Umwehrung erhalten. Deren Größe wurde von Grigore Tocilescu auf 104 m mal 324 m (was 3,37 Hektar entspricht), und von Dumitru Tudor auf 120 m mal 325 m (entsprechend 3,9 Hektar) geschätzt. Heute sind noch eine Nord-Süd-Ausdehnung von 115 Metern und eine Ost-West-Achse von 145 Metern nachvollziehbar. Die Umwehrung bestand aus einem dreifachen, mächtigen Wall- und Grabensystem. Über die in Izlaz-Verdea stationierte Truppe ist nichts bekannt. In Anbetracht der Größe wurde eine Ala (Kavallerieeinheit) vermutet. Dies konnte jedoch bislang genau so wenig nachgewiesen werden wie ein ebenfalls vermuteter Donau/Olt-Hafen. Insgesamt scheint die Garnison in Islaz-Verdea jünger zu sein, als die im zweieinhalb Kilometer Luftlinie nördlich gelegenen Kastell Islaz-Racoviță.
1977 wurden durch Sondierungsschnitte westlich des Kastells Bereiche eines langgestreckten Auxiliarvicus nachgewiesen. Die Münzfunde aus diesen Untersuchungen datieren auf Hadrian (117–138), Antoninus Pius (138–161), Septimius Severus (192–211) und Caracalla (211–217).

## Fundverbleib und Denkmalschutz
Das archäologische Fundmaterial aus Islaz-Verdea befindet sich im Muzeul Județean Olt (Museum des Kreises Olt) in Slatina.
Die gesamte archäologische Stätte und im Speziellen das Kastell stehen nach dem 2001 verabschiedeten Gesetz Nr. 422/2001 als historische Denkmäler unter Schutz und sind mit dem LMI-Code TR-I-s-B-14207 in der nationalen Liste der historischen Monumente (Lista Monumentelor Istorice) eingetragen. Zuständig ist das Ministerium für Kultur und nationales Erbe (Ministerul Culturii și Patrimoniului Național), insbesondere das Generaldirektorat für nationales Kulturerbe, die Abteilung für bildende Kunst, die Nationale Kommission für historische Denkmäler sowie weitere, dem Ministerium untergeordnete Institutionen. Ungenehmigte Ausgrabungen sowie die Ausfuhr von antiken Gegenständen sind in Rumänien verboten.